# Yes I Am
Yes I Am es el álbum de estudio debut del cantante australiano Jack Vidgen, ganador de la quinta temporada de Australia's Got Talent. Fue publicado por la compañía discográfica Sony Music Australia, el 19 de agosto de 2011.

## Lista de canciones
| N.º | Título                                                      | Duración |  |
| 1.  | «Yes I Am»                                                  | 3:37     |  |
| 2.  | «And I Am Telling You I'm Not Going» (de Jennifer Holliday) | 2:24     |  |
| 3.  | «Set Fire to the Rain» (de Adele)                           | 3:43     |  |
| 4.  | «Who's Lovin' You?» (de The Miracles)                       | 5:07     |  |
| 5.  | «Because You Loved Me» (de Céline Dion)                     | 4:34     |  |
| 6.  | «River Deep – Mountain High» (de Ike & Tina Turner)         | 3:42     |  |
| 7.  | «Think» (de Aretha Franklin)                                | 3:07     |  |
| 8.  | «Hero» (de Mariah Carey)                                    | 4:19     |  |
| 9.  | «Glitter in the Air» (de Pink)                              | 3:43     |  |
| 10. | «I Have Nothing» (de Whitney Houston)                       | 4:50     |  |
| 11. | «Fly!»                                                      | 3:28     |  |
| 12. | «Lovin' You» (de Minnie Riperton)                           | 3:45     |  |

- Datos: Q5675480